# Объединённый украинский государственный университет
Объединённый украинский государственный университет — бывшее учебное заведение в городе Кзыл-Орда (Казахстан).
Созданный постановлением правительства СССР путём временного объединения эвакуированных Киевского и Харьковского университетов во время Второй мировой войны.
В феврале 1942 года решением Всесоюзного комитета по делам высшей школы при СНК СССР был образован Объединённый украинский государственный университет (ОУГУ), который возглавил ректор Киевского университета, профессор Алексей Русько. После того как Русько вернулся на Украину, фактическим ректором был Александр Сазонов, а проректором Александр Давыдов. Также Давыдов исполнял обязанности ректора в последние месяцы перед реэвакуацией университета.
В начале работы ОУГУ на его 6-ти факультетах (физико-математическом, химическом, биологическом, филологическом, историческом и юридическом) учился 331 студент, а на ноябрь 1943—636 студентов. Учебную и научно-исследовательскую работу проводили 23 кафедры. Профессорско-преподавательский состав насчитывал 83 человека, в том числе 8 профессоров и 28 доцентов, кандидатов наук. Преподавательскую и научную работу вели такие известные ученые, как член-корреспондент АН УССР Кирилл Синельников, заслуженный деятель науки Николай Барабашов, доктора наук, профессора Е.Козинский, А.Введенский, Е.Хотинский, Григорий Костюк, Самуил Ландкоф, Александр Астряб. Правительством Казахской ССР университету была оказана необходимая помощь помещениями, библиотечными фондами, жильём, выделено подсобное хозяйство с земельным участком и животноводческой фермой. Учёба проводилась по довоенному 5-летнему сроку обучения. С 1942 года была восстановлена аспирантура. Работал учёный совет ОУГУ в составе 30 профессоров и преподавателей. Проводились защиты докторских и кандидатских диссертаций. Работали студенческие научные кружки. За время существования ОУГУ было подготовлено 263 специалиста. После освобождения Харькова и Киева ОУГУ был расформирован, а его коллективы соединились с университетами, начавшими работать в этих городах. Работа ОУДУ в эвакуации была отмечена Почётной грамотой Президиума ВР Казахской ССР. Такая же награда была вручена 25 преподавателям и студентам.